# Bauerago cyperi-lucidi
Bauerago cyperi-lucidi är en svampart som först beskrevs av J. Walker, och fick sitt nu gällande namn av Vánky 1999. Bauerago cyperi-lucidi ingår i släktet Bauerago och familjen Microbotryaceae.   Inga underarter finns listade i Catalogue of Life.